# Нечкински национални парк
Нечкински национални парк (рус. Нечкинский национальный парк) је један од Националних паркова Русије и важан биолошко—културни резерват Удмуртске Републике. Налази се у средишњем делу долине реке Кама, њене притоке реке Сиве и приобалног дела Воткинск вештачког језера. Нечкински национални парк се налази на западној страни Урала. Територија националног парка је углавном шумовита, са великим бројем поплавних равница и великим бројем археолошких налазишта. Парк се налази у близини градова Ижевск и Воткинск, заузима површину од 207,52 km², а основан је 16. октобра 1997. године.

## Топографија
Парк покрива шумовиту долину слива реке Сиве, притоке Каме. Долина је дубока око 110-160 метара, а широка је 3-20 км. Асиметрична је, јер је лева обала равна, а десна обала стрма, где се протежу брда.

## Клима и екологија
У Нечкинском национално парку преовлађује умереноконтинентална клима, а постоји висока варијанса између зимских и летњих температура. Зиме су дуге и хладе, а лета кратка и кишна. Просечна температуре крећу се од -12 °C у јануару до 18 °C у јулу. Годишње падавине у просеку износе 508 мм.
Екорегион националног парка обухвата Сарматичне мешовите шуме, а у њему постоји и велики број језера и мочвара од Балтичког мора, источно од Урала. Шумски предео обухвата подјенако четинарске и листопадно дрвеће, са великим подручјем пољопривредног земљишта.

## Флора и фауна
Шумска подручја обухватају бореалне четинарске шуме, мешовите и степске шуме. На нижим надморским висинама налазе се олиготрофни и мезотрофни брегови. У околини језера и мртваја расте сибирска смрча. На левој и десној обали реке Сиве расту борове шуме, Abies pindrow и Larix sibirica. У доњим деловима националног парка расте храст, јасика и бреза.
У оквиру националног парка налази се 712 врста васкуларних биљака, што представља 70% свих врста Удмуртске Републике.
Пописом животињских врста у парку 2002. године, евидентирано је 50 врста сисара, 191 врста птица, 5 врста гмизаваца, 8 врста водоземаца и 37 врста риба. Специјалне студије и попис извршен је и на мекушцима којих има 33 врста, пауцима (120 врста), тврдокрилци (600 врста) и 500 врста лептира. Ретке врсте укључују сибирску воденкртицу, која је уједно и угрожена врста.

## Историја
У парку су пронађени остаци раних насеља старих ловаца и рибара из 3—2. миленијума пре нове ере. Најранији археолошки локалитети који се могу идентификовати су остаци утврђених насеља гвозденог доба из првог миленијума пре нове ере, који су повезани са Ананинском културом.

## Туризам
У оквиру Нечкинског националног парка постоји неколико едукативних програма који се баве еколошким темама везаним за парк. Запослени у у парку су доступни и као водичи кроз парк. Најдужа стаза названа Драги преци у парку дугачка је 25 km и има четири одмаралиште дуж руте, две посматрачке палубе и пролазе дуж старих стаза које су користили мештани овог подручја. У оквиру парка налазе се и две плаже за купање на реци Ками и две скијашке стазе.